# Chapelle de Haneffe
La chapelle de Haneffe est un ancien édifice religieux sis à Haneffe (Donceel) dans la province de Liège en Belgique. Faisant partie d’une commanderie templière puis hospitalière datant de 1628, elle est désacralisée. Elle est classée au patrimoine de Wallonie.

## Histoire
Une charte de l’abbaye du Val-Saint-Lambert, datant de 1265, mentionne l’existence d’une commanderie templière à Haneffe. Elle possédait certainement sa chapelle.
Cependant la chapelle actuelle date des Hospitaliers de l'ordre de Saint-Jean de Jérusalem au XVIIe siècle. Une pierre d'angle y porte l’inscription : « CESTE CHAPELLE A ESTE RE EDIFIEE PAR LE CDR DE LA FONTAINE A 1628 ". Charles de Fontaine était commandeur de Villers-le-Temple.
Comme beaucoup de bâtiments religieux la chapelle est vendue (avec la ferme qui la jouxte) comme bien national en 1797 lors du rattachement de la principauté de Liège à la République Française par le traité de Campo Formio. À cette époque elle avait encore un clocher « où est une cloche ». Elle n’en garde pas moins sa fonction religieuse des messes y sont dites régulièrement durant le XIXe siècle.
Au début des années 1950 l’édifice est désacralisé. Il perd tout son mobilier liturgique et est utilisé comme bâtiment de ferme.

## Association «Chapelle des Templiers»
Des amis du patrimoine local commencent à s’y intéresser et en obtiennent le classement au patrimoine de Wallonie en 1962. Avec l’accord du propriétaire un projet de restauration est mis en route vers 1970. La mort du propriétaire des lieux interrompt les travaux. 
En 1983 une association « Chapelle des Templiers » est créée et, à partir de 1994 des projets se concrétisent pour reprendre les projets de restauration. Entre-temps l’état de l’édifice s’est fort détérioré. Par un bail emphytéotique conclu avec le propriétaire (1996) l’association prend en mains la chapelle, tandis que le reste des bâtiments (la ferme) reste propriété privée.